# Yin Min
Yin Min (ur. 23 lutego 1981) – chińska zapaśniczka w stylu wolnym. Wicemistrzyni Azji w 1999 i 2000 roku.